# Bursadopsis apicipuncta
Bursadopsis apicipuncta là một loài bướm đêm trong họ Geometridae.